# ニシム電子工業
ニシム電子工業株式会社（ニシムでんしこうぎょう、英: Nishimu Electronics Industries Co.,Ltd.）は九州電力グループの一社で、通信機器・電源装置・遠方監視制御装置の製造販売及び保修工事を行う企業である。かつては日本無線との合弁で西日本無線工業株式会社という社名だった。

## 概要
- 沿革 - 1963年（昭和38年）11月1日設立
- 代表者 - 代表取締役社長 山科秀之（やましな ひでゆき）
- 資本金 - 3億円
- 従業員数 - 840名（2025年4月現在）

## 事業内容
- 電気通信機器、電気機器の開発、製造、販売及び保守
- 電気通信工事、電気工事、鋼構造物工事、とび・土工・コンクリート工事、塗装工事及び建築一式工事の調査、設計及び施工
- 情報通信ネットワークシステムを活用した情報配信収集サービスの提供
- 放射線計測機器及び環境計測機器の販売及び保守
- 電気通信事業法に定める電気通信事業
- 前各号に関するコンサルティング及び技術提供
- コンビニエンスストアの経営
- 労働者派遣事業
- 前各号に付帯関連する事業

## 事業所
- 本社 - 福岡県福岡市博多区美野島1丁目2-1
- 佐賀工場 - 佐賀県神埼郡吉野ヶ里町立野700
- 東京支店 - 東京都台東区東上野2丁目7-5 偕楽ビル(東上野II)8F
- 大阪支店 - 大阪府大阪市淀川区宮原4丁目3-12 新大阪明幸ビル5F
- 広島営業所 - 広島県広島市中区橋本町10-1 橋本町510ビル1F
- 福岡支店 - 福岡県福岡市中央区渡辺通2丁目9-22 西鉄渡辺通ビル
- 北九州支店 - 福岡県北九州市小倉北区米町2丁目2-1 新小倉ビル2F
- 佐賀支店 - 佐賀県佐賀市神野東4丁目5-35
- 長崎支店 - 長崎県長崎市松山町3-65
- 佐世保出張所 - 長崎県佐世保市福石町6-3 鳴戸ビル202
- 大分支店 - 大分県大分市金池町2丁目4-6 九州電力大分支社別館2F
- 熊本支店 - 熊本県熊本市水前寺6丁目51-5 熊広・電気ビル2F
- 宮崎支店 - 宮崎県宮崎市清水1丁目5-17 ZENビルディング武之橋2F
- 日向出張所 - 宮崎県日向市春原町１丁目６番１号春原ビル１０１
- 鹿児島支店 - 鹿児島県鹿児島市与次郎1丁目5-2
- テレコムサービスセンター - 福岡県福岡市博多区美野島１丁目2-1 本社ビル内
- 玄海事業所 - 佐賀県東松浦郡玄海町大字今村字浅湖4112-1 九州電力玄海原子力発電所内
- 川内事業所 - 鹿児島県薩摩川内市久見崎町字片平山1765-3 九州電力川内原子力発電所内